# ستيفن تولمين
كان ستيفن إدلستون تولمين (25 مارس 1922 - 4 ديسمبر 2009) فيلسوف بريطاني ومؤلف ومعلم. كرس تولمين عمله لتحليل المنطق الأخلاقي تأثرًا بلودفيج ويتغنشتاين. وسعى في كل كتاباته إلى تطوير حجج عملية يمكن استخدامها بفعالية في تقييم الأخلاقيات وراء القضايا المعنوية. ولقد تبين بعد ذلك أن أعماله مفيدة في مجال البلاغة لتحليل الحجج البلاغية. كان نموذج الجدل العلمي لتولمين من أكثر أعماله تأثيرًا، خاصةً في مجال البلاغة والتواصل وعلوم الحاسوب. وهو مخطط يتضمن ست مكونات مترابطة تُستخدم لتحليل الجدال، وقد نشره في كتابه الصادر عام 1958 بعنوان «استخدامات الحجّة».

## حياته
وُلد ستيفن تولمين في لندن، المملكة المتحدة، في 25 مارس 1922 للأبوين جيفري إدلسون تولمين ودوريس هولمان تولمين. حصل على درجة البكالوريوس في الآداب من كلية الملك في كامبريدج سنة 1943، حيث كان أحد حواريي كامبريدج. وبعد فترة وجيزة، عُيّن تولمين في وزارة إنتاج الطائرات موظفًا علميًا مبتدئًا، أولًا في محطة مالفيرن لبحوث وتطوير الرادار ثم في المقر الأعلى لقوة الاستطلاع التابعة للحلفاء في ألمانيا. في نهاية الحرب العالمية الثانية، عاد إلى إنجلترا ليحصل على درجة الماجستير في الآداب سنة 1947 والدكتوراه في الفلسفة من جامعة كامبريدج، ثم نشر أطروحته فحص لمكانة العقل في الأخلاق (1950). وفي أثناء وجوده في كامبريدج، كان تولمين على اتصال بالفيلسوف النمساوي لودفيغ ويتغنشتاين، الذي شكل بحثه عن العلاقة بين استخدامات اللغة ومعانيها قدرًا كبيرًا من عمل تولمين.
بعد تخرجه من كامبريدج، عُيّن محاضرًا جامعيًا لفلسفة العلوم في جامعة أكسفورد في الفترة 9491 - 1954، وفيها كتب كتاب «مدخل إلى فلسفة العلوم» (1953). ثم عُين أستاذًا زائرًا للتاريخ وفلسفة العلم في جامعة ملبورن في أستراليا في الفترة 1954 - 1955، ثم عاد إلى إنجلترا بعد ذلك وعمل أستاذًا ورئيسًا لقسم الفلسفة في جامعة ليدز 1955 - 1959. حيث نشر أحد أكثر الكتب تأثيرًا في مجال البلاغة «استخدامات الحجة» (1958)، الذي بحث في عيوب المنطق التقليدي. ومع أن هذا الكتاب لم يحظ بالاستحسان في إنجلترا وسخر منه زملاؤه من الفلاسفة في ليدز بأنه «كتاب تولمين المناهض للمنطق»، فقد حظي بترحيب الخطباء في الولايات المتحدة، حيث عمل تولمين أستاذًا زائرًا في نيويورك، ستانفورد، وجامعات كولومبيا سنة 1959. وفي أثناء وجوده في الولايات، قدم واين بروكريدي ودوغلاس إهنينجر عمل تولمين إلى علماء التواصل، إذ اعترفا بأن عمله قدم نموذجًا هيكليًا جيدًا مفيدًا في تحليل الحجج البلاغية وانتقادها. سنة 1960، عاد تولمين إلى لندن ليتولى منصب مدير وحدة تاريخ أفكار مؤسسة نفيلد.
عاد تولمين إلى الولايات المتحدة سنة 1965، حيث شغل مناصب في جامعات مختلفة. سنة 1967، عمل تولمين محررًا أدبيًا لصديقه ن. ر. هانسون لمساعدته في نشر عدد من المجلدات بعد وفاته. نشر تولمين كتاب «التفاهم الإنساني: الاستخدام الجماعي وتطور المفاهيم (1972)» في جامعة كاليفورنيا، سانتا كروز، وهو كتاب يدرس أسباب التغيير المفاهيمي وعملياته. ويقارن فيه تولمين بين التغيير المفاهيمي ونموذج تشارلز داروين للتطور البيولوجي، لتحليل عملية التغيير المفاهيمي بوصفه عمليةً تطورية. ويواجه الكتاب أسئلة فلسفية كبرى. تعاون تولمين مع ألان جانيك سنة 1973 عندما كان أستاذًا في لجنة الفكر الاجتماعي بجامعة شيكاغو، أستاذ الفلسفة بجامعة لاسال، في كتاب «فيينا ويتغنشتاين»، الذي قدم نظرية تؤكد أهمية التاريخ في المنطق البشري. على النقيض من الفلاسفة الذين يؤمنون بالحقيقة المطلقة التي دعا إليها أفلاطون في المنطق الرسمي المثالي، يجادل تولمين بأن الحقيقة قد تكون صفة نسبية معتمدة على السياقات التاريخية والثقافية، وهو ما أطلق عليه مؤلفون آخرون وصف «المخططات المفاهيمية».
عمل تولمين 1975 - 1978 مع اللجنة الوطنية لحماية الموضوعات البشرية للأبحاث الطبية الحيوية والسلوكية، التي أنشأها كونغرس الولايات المتحدة. تعاون في أثنائها مع ألبرت ر. جونسن لكتابة «الإساءة في الاحتيال الشرعي: تاريخ المنطق الأخلاقي» (1988)، الذي يبين إجراءات حل القضايا الأخلاقية. ألف تولمين أحد أحدث أعماله «المدينة العالمية: جدول الأعمال الخفي للحداثة» (1990) حين كان يشغل منصب رئيس مؤسسة أفالون للعلوم الإنسانية في جامعة نورث ويسترن، وينتقد فيه على وجه التحديد الاستخدام العملي والأخلاق الواهية الكامنة وراء العلم الحديث.
شغل تولمين مناصب بارزة في العديد من الجامعات، منها جامعة كولومبيا وكلية دارتموث وولاية ميشيغان ونورث ويسترن وستانفورد وجامعة شيكاغو وكلية العلاقات الدولية بجامعة كاليفورنيا الجنوبية.
اختار الوقف الوطني للعلوم الإنسانية تولمين لمحاضرة جيفرسون سنة 1997، وهو أعلى تكريم من الحكومة الفيدرالية الأمريكية للإنجازات في العلوم الإنسانية. وقد ناقش في محاضرته «قصة المنشق» جذور الحداثة في العقلانية والإنسانية، و«التناقض بين المعقول والعقلاني»، وحذر من «الأفكار التجريدية التي قد لا تزال تغرينا بالعودة إلى الدوغمائية والشوفينية والطائفية التي تجاوزت احتياجاتنا». واستشهد تقرير الموقف الوطني للعلوم الإنسانية في الخطاب بتولمين بشأن الحاجة إلى «جعل الجوانب التقنية والإنسانية في الفكر الحديث تعمل معًا بفعالية مقارنةً بما كانت عليه في الماضي».
تلقى تولمين وسام النمسا للعلوم والفن في 2 مارس 2006.
تزوج 4 مرات، من جون جودفيلد وتعاون معها في سلسلة من الكتب عن تاريخ العلم. وأولاده هم جريج -من ماكلين- من فرجينيا، بولي ماكينز -من سكاي- من أسكتلندا، كاميلا تولمين من المملكة المتحدة وماثيو تولمين من ملبورن، أستراليا.
توفي تولمين في 4 ديسمبر2009 نتيجة لعجز القلب عن عمر 87 في لوس أنجلس بولاية كاليفورنيا.

## الفلسفة الوصفية

### الاعتراض على الحكم المطلق والنسبية
أشار تولمين خلال العديد من أعماله إلى أن الحكم المطلق -الذي يتمثل بحجج نظرية أو تحليلية- له قيمة عملية محدودة. إن الحكم المطلق مستمد من منطق أفلاطون الرسمي المثالي، الذي يدافع عن الحقيقة العالمية، وعلى هذا فإن المؤيدين للحكم المطلق يعتقدون بإمكانية حل القضايا الأخلاقية بالالتزام بمجموعة معايير من المبادئ الأخلاقية، بصرف النظر عن السياق. وعلى النقيض من هذا، يزعم تولمين أن العديد من هذه المبادئ المزعومة لا علاقة لها بالحالات الحقيقية التي يواجهها البشر في الحياة اليومية.
ولتطوير خلافه، قدم تولمين مفهوم مجالات النقاش. إذ يدعي في «استخدامات النقاش» (1958) أن بعض جوانب الوسائط تختلف من حقل إلى آخر، وبهذا تُسمى «متغيرات ميدانية»، في حين أن جوانب الجدل الأخرى هي نفسها في جميع المجالات، ومن ثم تسمى «ثوابت ميدانية». ويعتقد تولمين أن الخلل في الحكم المطلق يكمن في عدم ملاحظته جانب المتغير الميداني في الجدل العلمي، يفترض الحكم المطلق أن كافة جوانب الجدل هي عديمة التأثر بالمجال.
يقترح تولمين في «فهم الإنسان» (1972)، أن علماء الأنثروبولوجيا قد استسلموا لإغراء التعامل مع أتباع النسبية، لأنهم لاحظوا تأثير الاختلافات الثقافية في الحجج العقلانية، أي إن الأنثروبولوجيا أو النسبية تؤكد أهمية جانب «المتغير الميداني» للحجج، وتتجاهل عناصر «الثوابت الميدانية». يسعى تولمين لوضع معايير لا تتسم بالإطلاق أو بالنسبية لتقييم قيمة الأفكار، من أجل توفير الحلول لمشكلات الحكم المطلق والنسبية.
يتتبع تولمين في «المدينة العالمية» (1990)، بحث الفلاسفة عن اليقين إلى رينيه ديكارت وتوماس هوبس، ويثني على جون ديوي، وويتغنشتاين، ومارتن هيديجر، وريتشارد رورتي للتخلي عن هذا التقليد.

### الحداثة الإنسانية
يبحث تولمين في «المدينة العالمية» في أصول التأكيد الحديث للعالمية (بحث الفلاسفة عن اليقين)، وينتقد العلم الحديث والفلاسفة على حد سواء لتجاهلهم القضايا العملية في تفضيل القضايا المجردة والنظرية. مثلًا، السعي للحكم المطلق والحجج النظرية التي تفتقر إلى العملية يمثل في نظره أحد العيوب الرئيسية في الفلسفة الحديثة. وبالمثل، شعر تولمين بوجود ضعف أخلاقي في مجال العلوم، الأمر الذي حول انتباهه عن القضايا العملية المتعلقة بالبيئة إلى إنتاج القنبلة الذرية. دعا تولمين إلى العودة إلى الإنسانية في 4 خطوات لحل هذه المشكلة:
- العودة إلى التواصل الشفهي والحوار، وهو نداء رفضه الفلاسفة الحديثين، الذين يركزون علميًا على المكتوب.
- العودة إلى الحالات الخاصة أو الفردية التي تتناول القضايا الأخلاقية العملية التي تحدث في الحياة اليومية، على عكس المبادئ النظرية التي لها طابع عملي محدود.
- العودة إلى السياقات المحلية أو الثقافية والتاريخية الملموسة.
- العودة الملائمة من المشكلات المزمنة إلى الأشياء التي تعتمد أهميتها العقلانية على الجداول الزمنية لحلولنا.

ويتابع هذا النقد في «عودة إلى المنطق» (2001)، حيث يسعى إلى تسليط الضوء على العلل التي أحدثتها العالمية في رأيه على المجال الاجتماعي، فيناقش عدة أمور منها التناقض بين النظرية الأخلاقية السائدة والمآزق الأخلاقية في الحياة الواقعية.